# Dead Space
Dead Space — медиафраншиза, объединяющая ряд компьютерных игр в жанре survival horror, анимационных фильмов, книг и комиксов по их мотивам. Лежащие в основе медиафраншизы игры были разработаны студией Visceral Games под руководством геймдизайнера Глена Скофилда; их издавала компания Electronic Arts. Действие игр серии, выполненных в духе научной фантастики и фильмов ужасов, происходит в будущем — в XXVI веке, в космосе и на других планетах; их герои сталкиваются с некроморфами — чудовищными тварями, в которых под воздействием инопланетных Обелисков превращаются человеческие трупы. Важную роль в сюжетах игр серии играет Церковь Юнитологии, религиозная организация, считающая Обелиски и некроморфов священными. Игры серии, особенно самая первая, получили высокие оценки прессы и множество наград. Продажи последующих крупнобюджетных игр серии, однако, не соответствовали ожиданиям Electronic Arts, и после выхода Dead Space 3 — чрезвычайно дорогостоящей игры, оказавшейся для издателя финансовым разочарованием — медиафраншиза была свёрнута, и ни игры, ни другие произведения в неё в 2010-х годах больше не выпускались. В 2023 году был выпущен ремейк первой части серии.

## Вселенная и сюжеты
Действие Dead Space происходит в далеком будущем — события основных игр серии разворачиваются в XXVI веке. В предыдущие столетия человечество исчерпало природные ресурсы Земли и оказалось на грани вымирания; кризиса удалось избежать, когда земляне начали извлекать ресурсы других планет. Были построены гигантские межзвёздные корабли — «планетарные потрошители», способные разрушать целые планеты и перевозить добытые минералы назад в Солнечную систему. USG «Ишимура» (яп. 石村 букв., «Каменное село») — место действия первой игры серии — старейший корабль такого типа, находящийся в эксплуатации уже более шестидесяти лет. Он принадлежит горнодобывающей корпорации CEC (Concordance Extraction Corporation) и был назван в честь Хидэки Ишимуры, вымышленного японского астрофизика, который открыл технологию межзвёздных путешествий со сверхсветовой скоростью. В этой же компании работает и главный герой основных игр серии, инженер Айзек Кларк.
За два столетия до начала первой игры серии на Земле, в кратере Чикшулуб на полуострове Юкатан, был обнаружен Чёрный Обелиск — артефакт инопланетного происхождения, покрытый загадочными символами и создающий вокруг себя электромагнитное поле. Влияние Обелиска на людей пагубно: те, кто вступает с ним в контакт, начинает страдать от галлюцинаций и психических расстройств. В действительности на Чёрном Обелиске был записан генетический код некроморфов — рекомбинантной формы жизни, превращающей останки любых других живых существ в новых некроморфов. Некроморфы кровожадны и почти бессмертны — пули их не убивают; единственный способ уничтожить такое существо — расчленить на части.
После открытия Чёрного Обелиска вокруг него выросла религиозная организация — Церковь Юнитологии. Её священные писания утверждают, что это влияние Обелиска привело к возникновению человека разумного, и верующие надеются, что Обелиск подарит им вечную жизнь. Ко временам действия игр серии Церковь Юнитологии обладает огромной властью, богатством и влиянием. Высшие иерархи Церкви знают, что Обелиск превращает трупы в чудовищ-некроморфов, но считают этих существ высшей формой жизни, следующим эволюционным этапом развития человека. Первооткрыватель Обелиска и невольный основатель Церкви Юнитологии Майкл Альтман был объявлен пророком и мучеником, хотя в действительности его убили сами же юнитологи; Альтман, осознавая опасность со стороны инопланетного артефакта, взорвал лабораторию в кратере Чикшулуб в надежде уничтожить объект.
Правительство Земли («EarthGov») рассматривало Обелиск как неисчерпаемый источник энергии и создало несколько его точных копий — одна из них появляется в первой игре серии как Красный Обелиск; эти копии, даже будучи созданными людьми, имели те же свойства, что и оригинал. К началу первой игры Обелиски были скрыты правительством как слишком опасные; началу первой игры предшествует открытие Красного Обелиска на планете Эгида-7. Именно под воздействием Красного Обелиска возникли некроморфы, с которыми Айзек Кларк имеет дело в первой игре серии. Источником Обелисков являются Братские Луны — космические хищники размером с планету каждый. В Dead Space 3 герои уничтожают одну такую Луну, считая её единственным прародителем некроморфов, но в финале дополнения Awakened ещё несколько её сородичей появляются рядом с Землёй.

## Продукция

### Основная серия
| Название     | Год  | Платформы                        |
| ------------ | ---- | -------------------------------- |
| Dead Space   | 2008 | Windows, PlayStation 3, Xbox 360 |
| Dead Space 2 | 2011 | Windows, PlayStation 3, Xbox 360 |
| Dead Space 3 | 2013 | Windows, PlayStation 3, Xbox 360 |

### Ремейки
| Название   | Год  | Платформы                               |
| ---------- | ---- | --------------------------------------- |
| Dead Space | 2023 | Windows, PlayStation 5, Xbox Series X/S |

### Ответвления
| Название               | Год  | Платформы                          |
| ---------------------- | ---- | ---------------------------------- |
| Dead Space: Extraction | 2009 | Wii, PlayStation 3                 |
| Dead Space: Ignition   | 2010 | PlayStation 3, Xbox 360            |
| Dead Space: Sabotage   | 2011 | iOS, Android, BlackBerry Tablet OS |

### Хронология
- Мёртвый космос: Мученик (Dead Space: Martyr, 2010)[8]
- Мёртвый космос: Катализатор (Dead Space: Catalyst, 2012)[9]
- Dead Space. Графический роман (Dead Space, 2008)[10]
- Космос: Территория смерти (Dead Space: Downfall, мультфильм 2008)
- Dead Space: Extraction (игра 2009)
- Dead Space (игра 2008)
- Dead Space: Трофей (Dead Space: Salvage, комикс 2010)
- Dead Space: Последствия (Dead Space: Aftermath, мультфильм 2011)
- Dead Space: Sabotage (мобильная игра, 2010)
- Dead Space Ignition (игра 2010)
- Dead Space 2 (игра 2011)
- Dead Space 2: Severed (DLC 2011)
- Мёртвый космос: Освобождение (Dead Space: Liberation, комикс 2013)
- Dead Space 3 (игра 2013)
- Dead Space 3: Awakened (DLC 2013)

### Сопутствующие товары

#### Экранизации
| Название              | Год  |
| --------------------- | ---- |
| Dead Space: Downfall  | 2008 |
| Dead Space: Aftermath | 2011 |

Производство полнометражного кинофильма обсуждалось EA в 2013 году, но так и не было реализовано. Автором сюжета выступал Джастин Маркс («Стритфайтер»), сценаристом — Филипп Гелат, продюсером — Нил Мориц. Джон Карпентер также хотел сделать экранизацию Dead Space.

#### Печатная продукция
| Название                     | Год          | ISBN                |
| ---------------------------- | ------------ | ------------------- |
| Dead Space                   | Март 2008    | ISBN 978-1607060338 |
| Dead Space: Мученик          | Июль 2010    | ISBN 978-0765364302 |
| Dead Space: Трофей           | Ноябрь 2010  | ISBN 978-1600108150 |
| Dead Space: Катализатор      | Октябрь 2012 | ISBN 978-0765325044 |
| Dead Space: Освобождение     | Февраль 2013 | ISBN 978-1781165539 |
| Мир игры Dead Space (Артбук) | Февраль 2013 | ISBN 978-5918781203 |

#### Саундтреки
| Название                                             | Дата выпуска    | Продолжительность | Лейбл           |
| ---------------------------------------------------- | --------------- | ----------------- | --------------- |
| Dead Space Original Soundtrack                       | 11 ноября 2008  | 1:01:07           | Electronic Arts |
| Dead Space 2 Collector's Edition Original Soundtrack | 25 января 2011  | 1:00:15           | Electronic Arts |
| Dead Space 3 Original Video Game Score               | 12 февраля 2013 | 1:23:29           | Electronic Arts |

## Наследие
Бывший арт-директор Иэн Милхэм сообщил, что Dead Space 4 ждать не стоит: «EA много лет тратили сотни миллионов на Dead Space, так что они не позволят купить права задёшево».
В 2018 году экс-творческий руководитель Dead Space 3 Бен Уэнат рассказал, что по плану в последней части акцент мог быть на нелинейном прохождении, открытом мире, выживании и поиске ресурсов в заброшенных кораблях посреди космоса, а главным героем стала бы Элли Лэнгфорд или совершенно новый персонаж. По его словам, если ЕА когда-нибудь решит вернуться к серии, «Смогут ли игроки пережить апокалипсис некроморфов? Я бы сказал, да, но, возможно, они пожалеют о содеянном. Иногда лучше знать дьявола в лицо».
Майкл Кондри, бывший руководитель первой части, заметил:
| Игра остаётся близкой и дорогой для многих из нас, и я хотел бы вернуться, только если к ней будут относиться с той же страстью и заботой, которую команда привнесла в оригинал. — Game Informer |

Глен Скофилд в 2019 году создал новую студию Striking Distance Studios как дочернюю компанию PUBG Corporation; в 2020 году эта студия анонсировала игру The Callisto Protocol — научно-фантастический хоррор в духе Dead Space. В состав Striking Distance Studios вошло 25—30 разработчиков из бывшей Visceral Games, работавших над Dead Space, в том числе исполнительный продюсер Стив Папуцис, дизайнер Скотт Уитни и аниматор Кристофер Стоун. Скофилд также высказывал желание создать сиквел первой Dead Space, который игнорировал бы вышедшие после неё игры-продолжения — в них сюжет стал слишком запутанным.
В 2021 году Electronic Arts анонсировала ремейк оригинальной игры, который разрабатывает Motive Studios. Игра базируется на движке Frostbite и вышла 27 января 2023 года на Windows, PlayStation 5 и Xbox Series X/S. Разработкой руководит Эрик Баптизат, бывший геймдизайнер Ubisoft и один из создателей Assassin’s Creed Valhalla. Из старой команды участвует арт-директор Dead Space 2 Майк Язиджан. CEO EA Эндрю Уилсон назвал Dead Space одним из самых востребованных наименований для компании сразу после Skate. Одно из главных отличий заключается в том, что Айзек Кларк стал говорить, персонажа озвучил Ганнер Райт, исполнивший роль во второй и третьей частях. Глен Скофилд положительно воспринял анонс ремейка, но был расстроен тем, что его не пригласили. В 2023 году он поблагодарил сотрудников Motive Studios за добросовестный подход к новой версии Dead Space. В 2024 году Скофилд предложил Electronic Arts концепцию разработки Dead Space 4, но получил отказ — компания не проявила заинтересованность.